# Ильино (Боровский район)
Ильино — деревня в Боровском районе Калужской области России. Входит в состав сельского поселения «Деревня Совьяки».

## География
Деревня находится в северо-восточной части Калужской области, в зоне хвойно-широколиственных лесов, в пределах Протвинской низины, на берегах реки Истерьмы, на расстоянии примерно 5 километров (по прямой) к северо-востоку от города Боровска, административного центра района. Абсолютная высота — 184 метра над уровнем моря.

### Климат
Климат характеризуется как умеренно континентальный, с тёплым летом и умеренно холодной снежной зимой. Среднегодовая многолетняя температура воздуха составляет 4 — 4,6 °С. Средняя температура воздуха самого тёплого месяца (июля) — 18 °C (абсолютный максимум — 38 °C); самого холодного (января) — −11 — −9 °C (абсолютный минимум — −46 °C). Безморозный период длится в среднем 149 дней. Среднегодовое количество атмосферных осадков составляет 654 мм, из которых 441 мм выпадает в тёплый период. Снежный покров держится в течение 130—145 дней.

### Часовой пояс
Деревня Ильино, как и вся Калужская область, находится в часовой зоне МСК (московское время). Смещение применяемого времени относительно UTC составляет +3:00.

## История
До 1917 г сельцо Ильино располагалось   на землях, принадлежащих Боровскому Пафнутьеву монастырю. Рядом с местным кладбищем находилась часовня, приписанная к Димитриевской церкви в Рябушках.
До 1928 года в деревне действовали  дегтярный завод, фабрика по производству одеял, два трактира, лабаз, три небольших кирпичных завода. Большинство домов были кирпичные. В 1928-30 гг проводилось раскулачивание и выселение семей . А  пустующие дома  заселялись переселенцами из Смоленской области, а также Ульяновского района Калужской области.
Во время Великой Отечественной войны за д. Ильино в середине октября 1941г геройски сражались ополченцы 4-й дивизии народного ополчения Куйбышевского района г. Москвы.   Деревня находилась под оккупацией до 9 января 1942 г. и была частично разрушена. После войны продолжали прибывать переселенцы из разных областей, в т. ч большая часть из Мордовии.
С 1960-х годов активно заселялось бывшими заключенными-москвичами (101 км), которым была запрещена прописка в Москве. В 1970-80х годах построены свинарник, телятник, пилорама, мастерские, склады, столовая, клуб, баня, жилые дома. После 1991 года хозяйство пришло в упадок и производство сельхозпродукции прекратилось.

## Население
| 2002 | 2010 |
| ---- | ---- |
| 123  | ↗173 |

### Половой состав
По данным Всероссийской переписи населения 2010 года в гендерной структуре населения мужчины составляли 69,9 %, женщины — соответственно 30,1 %.

### Национальный состав
Согласно результатам переписи 2002 года, в национальной структуре населения русские составляли 74 %.